# خطر في البيت الأخير (مسرحية)
خطر في البيت الأخير (بالإنجليزية: Peril at End House) هي مسرحية لعام 1940 استنادًا إلى رواية 1932 لأجاثا كريستي من نقس الاسم 1932.

## معلومات عامة
عُرضت المسرحية لأول مرة في 1 أبريل 1940 في مسرح ريتشموند في لندن قبل أن ينتقل إلى مسرح الاستعراض المسرحي حيث افتتحت يوم 1 مايو 1940. وعلى الرغم من بعض المراجعات الإيجابية، أغلقت المسرحية في 18 مايو

## طاقم التمثيل
- فرانسيس إل سوليفان بدور هيركيول بوارو
- ويلفريد فليتشر بدور سترينجر
- دونالد بيسيت بدور هنري
- تالي كومب بدور أورد تيري
- فيبي كيرشو بدور فرانسيس رايس
- إيان فليمينغ بدور الكابتن هستنغز
- أولغا إدواردز بدور نيك باكلي
- وليام سينيور بدور قائد تشالنجر
- بيكيت بولد بدور ستانلي كروفت
- جوزفين ميدلتون بدور إلين
- إيزابيل دين بدور ماغي باكلي
- براين أولتون بدور تشارلز فايز
- مايو هالات بدور السيدة كروفت
- تشارلز مورتيمر بدور المفتش ويستون
- مارجيري كالديكوت بدور الدكتور هيلين غراهام
- نانسي بولتني بدور جانيت باكلي